# Jacob Söderman
Jacob-Magnus Söderman (Hèlsinki, 19 de març de 1938) és un polític finlandès.
Ha exercit els càrrecs de diputat del Parlament de Finlàndia (1972-82), Ministre de Justícia (1971), Ministre de Sanitat i Afers Socials (1982), governador de la província d'Uusimaa (1982-89), Defensor del poble de Finlàndia (1989-95) i el primer Defensor del Poble Europeu (1995-2003).